# Андон Кесяков
Андон Хаджиджурков Кесяков е дългогодишен български учител, родом от град Копривщица, учителствал във Велико Търново, Ески-Джумая и други места.
Хаджи Андон Кесяков е роден в семейството на богатия търговец хаджи Джурко през 1846 г. Бащата го изпраща да се учи при бележития тогава учител и просветен деец и копривщенски възпитаник Яким Груев във Филибе в епархийското класно училище „Св. св. Кирил и Методий“. Учи там до 1868 г. Овладява много добре двата чужди езика: френски и турски. При учителстването си в Силистра е достоен заместник на предшественика си Тодор Пеев, макар да е останал само една година там. Не са известни причините, поради които напуска града. В края на учебната 1869 – 1870 г. той провежда един оценен като блестящ годишен изпит. Тук дават съгласителното, което той е сключил с училищното настоятелство.
| „ | Ние долеподписаните членове на Силистренската Българска община, задължяваме г-на А. Кесякова за учител в тукашното Българско училище по следуижщите условия: 1. Задължяваме го да предава всичките уроци според разписа, който ще ся наряди изпосле, както и от езици: турски и френски. 2. Училището оставяме на негово разположение и надзор: Освен настоятелството отредено, друг няма да се намесва в училището. 3. Освен учителската му длъжност, не ще е никак принуден да се смесва в общите ни работи. 4. Годината му се начина от юля 27, 1869 и ще ся свършва до изтичането ѝ, т. е. пак до юля 27, 1870 г. Заплатата му за година са определи съгласно 7000 седем хиляди гр., която ще му плащаме на през два месеца. 5. Длъжен е да направи един изпит, през годината на учениците, който ще бъде през месец юля. Откак са свърши изпитът, ще има един месец распус, както и през Въскресение десет дни и за тоя распус няма да му ся отбива от заплатата. 6. Яко му се случи „недай Боже“ некоя нужда, ще му бъде простено около петнадесет-двадесят дни. За доказателство, какво ще изпълним честно всичко това, което е по горе, даваме му тоя наш запис, в който ся и подписваме и потвръдяваме с общия печат. Българска Силистренска община. Силистра, 1869 юля 27. | “ |

Учителската кариера на Андон Кесяков започва във Враца през 1868 – 1869 (Възнесенското училище заедно с Нешо Попбрайков), Силистра (1869 – 1870), отново Враца през 1872 и минава в училищата във Видин (1870 – 1871, 1873 – 1874), Шумен (1874), Велико Търново (1875) и Пловдив (1876). Копривщенската учителка Евлампия Векилова на 1 октомври 1869 г. идва да преподава в Силистра по молба на хаджи Андон Кесяков по съставена от него учебна програма.
По време на Учителския събор в Шумен, открит на 12 април 1873 г. в дома на Шуменската митрополия, участват Антон Кесяков, Димитър Константинов, Стефан Деребеев, Тодор Байчев и Илия Блъсков, както и някои епархийски служители. Към тези учители, които представляват всички райони на епархията, се присъединява и Васил Друмев. Той е избран и за секретар-протоколист.

## Семейство
По време на учителстването си в Пловдив през 1876 г. се жени за Найда от Видин, учителка, учила в Белград, преподавала в Търново през 1875 г. Андон Кесяков почива същата година, 1876.